# Chancey
Chancey település Franciaországban, Haute-Saône megyében. Lakosainak száma 197 fő (2022. január 1.). Chancey Venère, Motey-Besuche, Valay, Bonboillon és Hugier községekkel határos.

## Népesség
A település népességének változása:
| Lakosok száma | 184  | 196  | 205  | 200  | 199  | 197  | 195  | 195  | 197  |
|               | 2013 | 2015 | 2016 | 2017 | 2018 | 2019 | 2020 | 2021 | 2022 |